# Centropogon
Centropogon este un gen de plante din familia Campanulaceae. În sistemele în care Lobeliaceae este recunoscută ca distinctă, Centropogon este plasată acolo.

## Specii selectate
| - Centropogon aequatorialis - Centropogon albostellatus - Centropogon arcuatus - Centropogon azuayensis - Centropogon baezanus - Centropogon balslevii - Centropogon brachysiphoniatus - Centropogon cazaletii - Centropogon chiltasonensis - Centropogon chontalensis - Centropogon coccineus (Hooker) Regel ex B. D. Jackson - Centropogon comosus - Centropogon cornutus - Centropogon costaricae - Centropogon dissectus - Centropogon erythraeus - Centropogon eurystomus - Centropogon fimbriatulus - Centropogon hartwegii - Centropogon heteropilis - Centropogon hirtiflorus - Centropogon jeppesenii - Centropogon licayensis - Centropogon llanganatensis - Centropogon medusa | - Centropogon nigricans - Centropogon occultus - Centropogon papillosus - Centropogon parviflorus - Centropogon phoeniceus - Centropogon pilalensis - Centropogon quebradanus - Centropogon rimbachii - Centropogon rubiginosus - Centropogon rubrodentatus - Centropogon saltuum - Centropogon sodiroanus - Centropogon solanifolius - Centropogon solisii - Centropogon steinii - Centropogon steyermarkii - Centropogon subandinus - Centropogon talamancensis - Centropogon tortilis - Centropogon trachyanthus - Centropogon trichodes - Centropogon uncinatus - Centropogon ursinus - Centropogon zamorensis |